# Кухня Східного Тимору

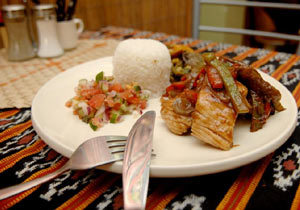
Східнотиморська страва ікан-сабуко з батар-дааном, рисом та буду

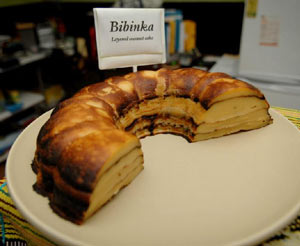
Бібінка - кокосовий торт на грилі

Кухня Східного Тимору - сукупність кулінарних традицій країни Східний Тимор. Вона зазнала значного впливу інших кухонь Південно-Східної Азії, а також португальської кухні під час тривалої колонізації португальцями, але, незважаючи на це, досить проста й складається в основному з місцевих продуктів.
Основною їжею в цій країні є рис, який вирощується повсюдно, а також батати, маніок, кукурудза та таро. Ці продукти доповнюються бобовими, овочами, зеленню та тропічними фруктами.
З м'яса в Східному Тиморі вживають свинину й козлятину, а також домашню птицю. У більшості домашніх господарств країни вирощуються тварини на м'ясо. Ще одним важливим джерелом білку для мешканців цієї держави є риба, і рибальство досить поширене.
До запозичених з португальської кухні страв відносяться фейжоада та паштел-де-ната.
Мешканці країни зазвичай їдять тричі на день, обідати прийнято між полуднем і другою годиною дня. Однак урожай в Східному Тиморі сильно залежить від дощів, а клімат нестабільний, часто бувають посухи, тому з листопада по лютий в країні спостерігається так званий голодний сезон, і багато бідних сімей змушені харчуватися розтертою в порошок корою пальми, яку їдять у вареному вигляді.